# Monja Roindefo
Monja Roindefo Zafitsimilavo (ur. 1965) – madagaskarski polityk, od 17 marca do 10 października 2009 premier Wysokiej Władzy Przejściowej u boku Andry’ego Rajoeliny.

## Życiorys
Monja Roindefa jest synem malgaskiego polityka i nacjonalisty, Monji Jaony. Pochodzi z miasta Toliara. 3 grudnia 2006 wziął udział w wyborach prezydenckich na Madagaskarze, w których zajął ostatnie miejsce, zdobywając tylko 21 głosów w całym kraju. Jest liderem partii MONIMA (Madagasikara otronin’ny Malagasy) – Madagaskar dla Malgaszy, która od wyborów w 2007 nie jest reprezentowana w parlamencie.

## Premier
7 lutego 2009, w czasie protestów społecznych przeciw władzy prezydenta Marca Ravalomanany, Andry Rajoelina mianował Roindefo premierem tymczasowego rządu, który miał przejąć władzę w kraju. Tego samego dnia Roindefo przewodził demonstracji w Antananarywie z udziałem 20 tysięcy osób. Pod jego przewodem tłum udał się pod pałac prezydencki, gdzie wojsko otworzyło do niego ogień. W wyniku ostrzału zginęło od 23 do ponad 30 osób. 12 marca 2009 spotkał się z premierem Madagaskaru Charlesem Rabemananjarą. Według niego, premier zgodził się na przekazanie władzy opozycji. 14 marca 2009 opozycja zajęła kancelarię premiera.
17 marca 2009, dzień po zamachu stanu i opanowaniu przez wojsko pałacu prezydenckiego w Antananarywie, prezydent Ravalomanana ogłosił rezygnacje ze stanowisko szefa państwa i przekazanie władzy wojsku. Wojsko oddało władzę Andry Rajoelinie, który tego samego dnia mianował Rondefa premierem władzy przejściowej.
6 października 2009, podczas rozmów negocjacyjnych mających na celu zakończeniu kryzysu politycznego na wyspie, strony konfliktu zgodziły się na powołanie nowego rządu przejściowego na czele z Eugène’em Mangalazą. 10 października premier Roindefo sprzeciwił się rezygnacji ze stanowiska szefa rządu. Argumentował, że porozumienie nie zostało jeszcze podpisane, a jego rząd nie może być odsunięty od władzy w wyniku międzynarodowej mediacji. Stanowiska premiera nie poparli jednak członkowie jego gabinetu. Roindefo ogłosił możliwość startu w przyszłych wyborach prezydenckich na Madagaskarze. Tego samego dnia prezydent Rajoelina odwołał z urzędu premiera Roindefo i nowym szefem rządu mianował Eugène’a Mangalazę.